# James Gowan
James Gowan (* 18. Oktober 1923 in Glasgow, Schottland; † 12. Juni 2015) war ein britischer Architekt.

## Leben
Der Sohn eines Metzgers wuchs nach der Scheidung seiner Eltern bei den Großeltern in Partick in der Nähe von Glasgow auf.
Sein Architekturstudium an der Glasgow School of Art, in dem er sich besonders für die Gotik interessierte, wurde im Zweiten Weltkrieg von einer Tätigkeit als Radarmechaniker für die Royal Air Force unterbrochen.
Nach dem Krieg vervollständigte er seine Studien an der Kingston School of Architecture in Surrey bei Philip Powell.
Bei der kurzen Anstellung in dessen Büro Powell & Moya verfasste er den siegreichen Wettbewerbsentwurf für den Skylon auf dem Festival of Britain 1951 und Pläne für die New Town Stevenage.
1954 trat er bei Lyons Israel Ellis ein, wo er James Stirling kennenlernte. Von 1956 bis 1963 arbeitete er mit diesem zusammen, dabei entstand unter anderem die Fakultät für Ingenieurwissenschaften der University of Leicester, die als das erste postmoderne Gebäude Englands gilt.
Nach Meinungsverschiedenheiten mit Stirling über den folgenden Bau der geschichtswissenschaftlichen Fakultät arbeitete er seit 1964 allein in seinem Studio in Notting Hill.
1964 entstand das luxuriöse Schreiber House, das zu den bedeutendsten Häusern des 20. Jahrhunderts gerechnet wird.
In der Folge widmete er sich vermehrt dem sozialen Wohnungsbau und der Lehre: Gowan unterrichtete an verschiedenen Hochschulen, so am Royal College of Art in London, und der Heriot Watt University. 1975 wurde er Bannister Fletcher Professor am University College London, ferner hatte er eine Gastprofessur an der Princeton University.
Zu seinen Studenten an der Architectural Association zählten Peter Cook, Richard Rogers und Quinlan Terry.
In den letzten Lebensjahren entwarf Gowan einige Krankenhäuser in Italien in Zusammenarbeit mit Renato Restelli.

## Bauten

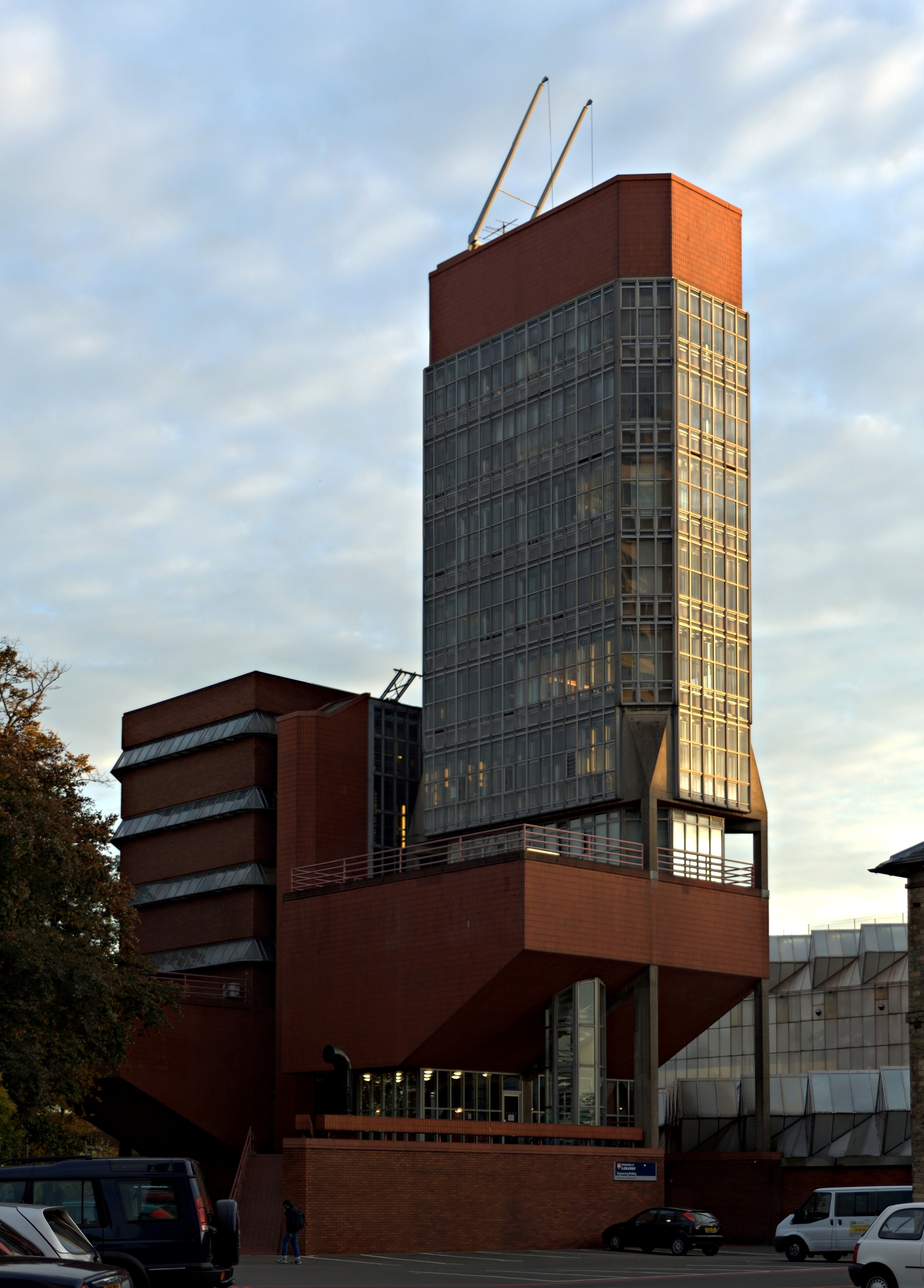
Ingenieurwissenschaftliche Fakultät der Universität Leicester (1963)

- 1950: Churchill Gardens Housing Complex in Pimlico (als Mitarbeiter bei Powell & Moya)
- 1956: Cowes Residence auf der Isle of Wight (mit James Stirling)[1]
- 1956: Mietshaus in Richmond, Surrey (mit James Stirling)
- 1958: Langham House Close, Ham Common, West London (mit James Stirling)[2]
- 1960–1964: Frogmore-Kinderdorf in Putney (London) (mit James Stirling)[3][4]
- 1960–1964: Perrygrove-Altersheim in Blackheath (London) (mit James Stirling)[3][5]
- 1962: Housing Estate in Preston, Lancashire (mit James Stirling, 2007 abgerissen)[6]
- 1963: Ingenieurlaboratorien der University of Leicester (mit James Stirling)[7]
- 1964: Wohnhaus für Chaim Schreiber in Hampstead[8][7]
- 1967: Haus in St. Davids, Wales
- 1967: Sozialwohnungen in Greenwich, Creek Road
- 1968: Sozialwohnungen in Greenwich, Trafalgar Road
- 1976–1978: Sozialwohnungen in East Hanningfield, Essex[9]
- 1982: Schreiber House II in Chester[10]
- 2006: Istituto Clinica Humanitas in Rozzano, Mailand
- Buchhandlung des Royal College of Art in Euston[11]